# Francesco Artale
Francesco Artale (Palermo, 1850 – Bologna, 1913) è stato un attore e impresario teatrale italiano.

## Biografia
Palermitano di nascita ma artisticamente napoletano di adozione, Artale dedicò tutta la vita al teatro. Si trasferì giovanissimo a Napoli, nel 1866 fu scritturato come generico. Negli anni seguenti lavorò con Cesare Vitaliani nel 1868, con la compagnia Romana nel 1869 e quindi, dal 1871 al 1874, con Luigi Bellotti Bon. Fondò una propria compagnia teatrale ma nel 1891 le molte avversità, soprattutto di natura economica, lo indussero a sciogliere la compagnia e fu scritturato con tutta la famiglia, moglie e due figlie, da Federico Stella, con il quale impersonò sempre ruoli di caratterista. Morirà durante una tournée a Bologna nel 1913 all'età di 63 anni.